# Нагулко Юрій Олександрович

Ю.Нагулко. Батуринська трагедія. 1708 року. 2015

Ю́рій Олекса́ндрович Нагу́лко (*10 жовтня 1954, Здолбунів Рівненської області) — український художник. Заслужений художник України (2008).

## Життєпис
Народився в маленькому Волинському містечку Здолбунові, недалеко від Рівного в сім'ї вчителів. По батькові — з козацької родини, по матері — з української та польської шляхти. Рід матері давній, тягнеться у сиву давнину Литовської держави та Західної Русі-України. Дитинство пройшло в стародавньому селі Гільчі (Гульчі, Гольче), що згадується у грамотах XVI віку.
Закінчив Український інститут інженерів водного господарства. З 1989 року, коли відбулась його перша персональна виставка в м. Южноукраїнськ, має на рахунку понад 30 персональних виставок, його роботи містяться у приватних колекціях України, Росії, Німеччини, Швеції, США, Франції та інших країнах світу. На щорічних персональних виставках виставляє лише нові роботи.
| «Мистецьку освіту здобув самотужки. Вивчив, опрацював практично всю літературу з анатомії, композиційної побудови, перспективи, хімічного складу фарб, історію мистецтва. Мистецтвознавці О. Роготченко і Б. Руденко вважають творчість Юрія Нагулка феноменальною. Він уміло і впевнено вибудовує картини, збагачує своєю емоційною насиченістю, для якої завжди буде важлива єдина в своєму роді гармонія надмірності...» |(Б. Руденко, енциклопедичний довідник "Художники України", випуск перший)
Митець  багато років займався пошуком власної своєї неповторної манери, вивчав майстрів і експериментував. «Одна з постійних тем в його творчості, якій він ніколи не зраджував, – це Біблія, авторське трактування біблійних сюжетів, образи старців, мучеників, отців церкви.
Юрій Нагулко ніколи не збирався винаходити машину часу, але талант подорожувати крізь століття, через гущу історичних подій, крізь міфи і символи, зафіксовані в національній пам’яті, – цей талант притаманний йому як нікому іншому.».

## Відзнаки
- Заслужений художник України (2008)
- Премія імені Івана Огієнка (2023, у галузі мистецтва)[3]